# Río Suaza
El río Suaza, originalmente nombrado el río Cuacua, nace en el parque nacional Cueva de los Guacharos, pasando por las cuevas del mismo nombre, en límites del Huila y Caquetá. El río cruza de sur a norte por los municipios de Garzón, Altamira, Guadalupe, Suaza y  Acevedo con una longitud de 136 km por el Valle del Suaza. Desemboca en el río Magdalena en  corregimiento de la Jagua en Garzón.
El río, en el tramo explorado, a la altura del municipio de Suaza, no presenta bajas temperaturas, tiene 13 grados de inclinación y una velocidad promedio de 3,5 km/h. Cuenta con dos estaciones hidrológicas del Ideam, ubicadas en los municipios de Acevedo y Guadalupe. Registra un caudal medio anual de 43,42 m3/seg, y un nivel medio de 116 cm.
El Suaza, a su paso por Acevedo, sirvió de inspiración al maestro Jorge Villamil Cordovez, para la composición de la canción “Los Guaduales”, tema que a la postre se convirtió en una de sus mejores piezas.[cita requerida]

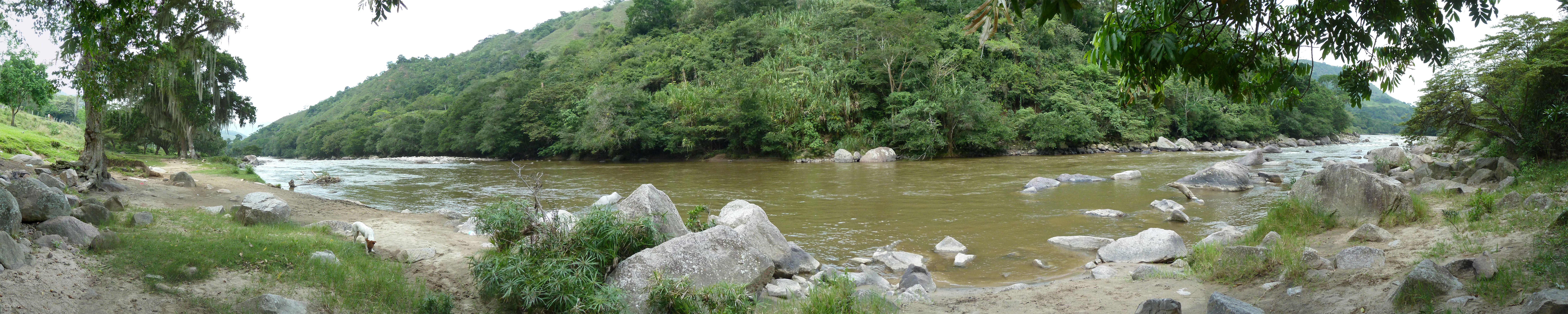
Panorama del Río Suaza a su paso por Guadalupe.